# Ciclo da Herança
O Ciclo da Herança (em inglês: Inheritance Cycle), anteriormente conhecido como Trilogia da Herança, é uma série literária de fantasia épica do escritor norte-americano Christopher Paolini. Ambientada no mundo fictício da terra de Alagaësia, a história se foca em um rapaz de 17 anos chamado Eragon, que, acompanhado de seu dragão, luta contra a tirania de um império do mal. Eragon descobre ser um Cavaleiro de Dragões, um lendário grupo que governava essas terras em tempos passados, e que compartilha sua consciência com Saphira, uma dragão sua parceira. O Imperador Galbatorix, que destruiu a antiga Ordem dos Cavaleiro de Dragões e tomou a coroa para si, envia seus assassinos para capturar o rapaz e Saphira, e assim, o Cavaleiro inicia a sua jornada.
Os dois primeiros livros publicados, Eragon (2002) e Eldest (2006), entraram na lista de bestsellers do The New York Times e, juntos, venderam mais de vinte milhões de cópias ao redor do mundo, em cerca de 41 países. O terceiro livro, Brisingr, foi lançado em 2008, e logo vendeu 550 mil cópias, já nas primeiras 24 horas. Foi no meio da escrita deste livro que Paolini percebeu que a história era tão complexa que, se a terminasse no terceiro livro, este iria acabar tendo duas mil páginas. O autor, então, dividiu o último livro em dois, transformando a trilogia no Ciclo da Herança. Herança, o quarto volume da série, foi lançado em novembro de 2011, com uma tiragem inicial de 2,5 milhões de cópias. Em 2018, Paolini publicou a coletânea de contos O Garfo, a Bruxa e o Dragão, continuando de certa forma a história de Eragon após os acontecimentos de Herança, mas explorando outros personagens como Murtagh e Angela. Em 2023, o autor retornou com o quinto livro da série, Murtagh, que se passa um ano após os acontecimentos de Herança e tem como protagonista Murtagh.

## Enredos

### Livro Um: Eragon
Quando Eragon encontra na floresta uma pedra azul polida, acredita que teve sorte: poderá comprar carne para a família. Mas após terem-lhe dito que a pedra não tinha valor, nasce dela um dragão azul, a que chama Saphira. Passam a ser metades um do outro, cavaleiro e dragão. O seu primo Roran arranja trabalho noutra aldeia e os Ra'zac, seres monstruosos que parecem passaros, vão à procura da pedra e matam o tio de Eragon, Garrow. Levado pela vingança, decide partir com Brom, o contador de histórias da aldeia, que era mais do que parecia e entrega a Eragon uma espada de cavaleiro de dragão. Aprende a lutar e a fazer magia e conta com inesperados aliados. Em Teirm, a bruxa Angela lê-lhe o futuro. Galbatorix - o rei tirano - matara os cavaleiros e precisava de Saphira para criar uma nova Ordem à sua imagem, pois era a única fêmea. Dois dragões estavam por nascer, então Galbatorix estava interessado em Eragon. Por tudo isso, o rapaz deve decidir se será aliado do rei ou caçado até a morte. Mas quando chegam ao covil dos Ra'zac em Helgrind, têm de fugir, perseguidos por estes. Então começa uma corrida desesperada para levar o rapaz e seu dragão em segurança até o grupo rebelde denominado Varden, que têm um esconderijo nas Montanhas Beor, a morada dos anões, em Farten Dûr. No caminho Brom é morto numa emboscada pelos Ra'zac, e o cavaleiro só é salvo graças a ajuda de Murtagh, um desconhecido que diz também odiar o rei Galbatorix. Eragon é preso, e enquanto foge, leva consigo a elfo com que sonhara, Arya, mas Murtagh não queria ir ter com os Varden e é forçado a revelar porquê: Era filho de Morzan, primeiro e último dos Renegados, ainda um aliado. Os três chegam aos Varden, juntam-se a estes e travam uma batalha entre os membros da resistência e um exército de Urgals (monstros liderados pelo espectro Durza, todos sob ordens do rei). Eragon, com ajuda de Arya e Saphira, acaba por matar Durza e faz os Varden ganhar, mas fica com uma dolorosa cicatriz nas costas. É chamado por Togira Ikonoka(O Imperfeito que é Perfeito), um sábio que está em Du Weldenvarden e o espera lá. E sim, Eragon decide ir.

### Livro Dois: Eldest
Ajihad, líder dos Varden, é assassinado e sucedido por sua filha, Nasuada (a quem Eragon jura lealdade), enquanto os Urgals capturam Murtagh e os irmãos bruxos chamados Gêmeos. Eragon, Arya e o anão Orik vão para Ellesméra, capital dos elfos escondida na Floresta Du Weldenvarden, onde Eragon deve continuar seu treinamento, feito por um cavaleiro ancião e dragão sobrevivente, Oromis e Glaedr, ambos debilitados.
Apercebe-se de que Eragon gosta de Arya e confessa para ela, mas ela rejeita-o e não tarda a ir embora. Entretanto, na celebração do juramento de sangue, Eragon é transformado em semi-elfo e curado da cicatriz. Roran participa mais, e se no início queria apenas reconstruir a quinta e pedir a sua amada, Katrina, em casamento, prova ser um excelente líder. Os Ra'zac e as tropas de Galbatorix andavam a destruir a aldeia (apesar desta dar luta) e chegam mesmo a raptar Katrina e Sloan, o seu pai que traíra Carvahall. Desesperado, Roran convence os aldeões a abandonarem Carvahall, passar pela Espinha, apanhar um barco de Narda para Surda e juntarem-se aos Varden, de modo a salvar Katrina. Quando Eragon vê que os Varden precisam dele, regressa e encontra o seu primo Roran, apesar de não terem oportunidade de falar na Batalha das Planícies Flamejantes (Campina Ardente). Mas durante a batalha Eragon vê-se forçado a lutar contra outro dragão, Thorn, um dragão vermelho que obedecia a Galbatorix e vinha capturá-lo. Mas nem com as capacidades dos elfos ele consegue vencer o cavaleiro. Este mostra ser Murtagh, que fora forçado a jurar lealdade a Galbatorix na língua antiga, mas em vez de o levar, liberta-o pela amizade que os ligara no passado. Roran mata os Gémeos e no fim da Batalha pede a Eragon para o ajudar a resgatar Katrina. O livro termina com essa mesma promessa.

### Livro Três: Brisingr
O livro começa quando Eragon, Roran e Saphira estão em Helgrind para resgatar Katrina. Conseguem fazê-lo, matam um Ra'zac e as suas montadas voadoras, mas com a desculpa de que queria matar o último, Eragon fica para trás enquanto Saphira leva os noivos aos Varden. Era verdade, mas também queria decidir o que fazer com Sloan, acabando por descobrir o seu verdadeiro nome e mandá-lo para Ellésmera. Quando os Varden sabem que ele ficara, Arya corre de encontro a ele, para o ajudar a escapar de território inimigo, acabando por lutarem e passarem a noite juntos, conversando sobre diversos aspectos. Ao longo do livro vai se contando o percurso de Eragon no acampamento em Surda, e como ele vai lidando com as diversas batalhas tanto bélicas como pessoais. Katrina está grávida de Roran já antes do casamento e Roran faz parte do exército, tornando-se chefe graças a uma rebeldia bem sucedida. Quando Nasuada (que fizera o Teste das facas longas para provar que era boa líder) manda Eragon ir ter com os anões, precisa que ele ajude a que o rei esteja do lado dos Varden, acabando por ficar Orik. O nome do livro é Brisingr (que, na língua antiga, significa fogo), porque Eragon consegue uma espada com esse nome quando, de regresso, passa por Ellésmera. É forjada por uma elfa (que no passado forjava espadas de Cavaleiros com um metal especial vindo de uma estrela cadente). Oromis conta a Eragon que o seu pai é Brom e que o poder de Galbatorix vem do Coração dos Corações dos dragões, que contém a sua consciência (os Eldunarí)e dá o Eldunarí de Glaedr a Eragon. Galbatorix juntou os Eldunarí dos dragões que matou e é por isso que ele se tornara tão poderoso. Os elfos também saem de Du Weldenvarden, conquistam Ceunon e Gil’ead, mas Oromis é morto por Murtagh (possuido por Galbatorix).Os Varden conquistam Feinster e Arya e Eragon lutam contra outro Espectro, Varaug, mais poderoso que Durza e morto por Arya. E Eragon decide que teria de matar Galbatorix custe o o que custasse. Estava pronto para isso. E não estava sozinho.

### Livro Quatro: Herança
Herança foi lançado em 8 de novembro de 2011 nos Estados Unidos e conclui o arco de Galbatorix.
Começando com uma batalha, os Varden tentavam tomar Belatona. Durante a Batalha, Saphira é quase morta por uma Dauthdaert, Nirnem (a Orquidea), um instrumento feito por elfos para matar os dragões durante a Du Fyrn Skulblaka. Arya e Eragon dominam o senhor Bladburn, o muro cai por cima de Roran, não causando danos graves, uma vez que ele se encontrava numa área semi-protegida, e após tomarem a cidade formam uma aliança com os homens-gato e Grimrr Halfpaw (meia-pata). Nasce a filha de Elain, mas tinha o lábio fendido e Eragon tem receio de curá-la graças ao que aconteceu com Elva, mas é bem sucedido e ganha o respeito dos elfos. Eragon também melhora a esgrima a lutar contra eles (principalmente Arya) e seguindo dicas dadas por Glaedr. Roran é enviado para tomar Aroughts e é bem sucedido, mas o feiticeiro e amigo Carn morre. Depois disso é nomeado capitão. Quando os Varden se preparavam para tomar Dras-Leona, descobrem que Murthag e Thorn estão lá e não se arriscam a enviar Eragon, ficando parados. Jeod descobre túneis por baixo da cidade e Eragon, Arya, Angela e um elfo de nome Wyrden seguem pelo caminho para abrir os portões. Wyrden é apanhado numa armadilha e morto, e os sacerdotes de Helgrind capturam Arya e Eragon que tencionavam dar a comer às crias de Raz'zac por nascer, uma vez que essas criaturas eram os seus deuses e que Eragon os matara. Angela e Solembum salvam-nos, esta com a lâmina mais afiada de sempre, Albitr, e o grupo mata o sumo-sacerdote durante a fuga. Saphira luta com Thorn, vencendo, e Eragon usa Aren para tomar a cidade. Enquanto Eragon e Arya bebiam juntos, Thorn ataca e Murtagh captura Nasuada, que daí em diante vai sendo torturada no castelo de Galbatorix, depois consolada por Murtagh, que sugeriu a sua captura ao rei para que não a matasse. Eragon torna-se líder dos Varden e enquanto estes marcham para Uru'baen, ele vai para Vroengard, onde está o Cofre das Almas, um depósito de Eldunarís e ovos de dragão. Este só é aberto após Eragon e Saphira descobrirem e dizerem os seus nomes verdadeiros, que não são referidos no livro. Um dos ovos era de Umaroth, dragão de Vrael, líder dos cavaleiros. Eragon leva os Eldunarí com ele, e enquanto os Varden tomam Uru'baen, ele, os onze elfos, Arya e Elva entram no castelo, passando por uma enormidade de armadilhas nas quais só não caíram graças a Elva. Os Varden também passam por dificuldades: Muitos elfos, incluindo Islanzadí, morrem às mãos de um homem com um grande Eldunarí no peito, morto por Roran apenas quando já estava enfraquecido. Galbatorix deixa os onze elfos fora de combate, e chamando o nome da língua antiga, ordena Murtagh e Eragon lutarem. Eragon vence, mas estava fraco e quando Galbatorix estava prestes a força-lo a unir-se a ele, Eragon decide que, se não pode fazer isso, pelo menos pode demonstrar ao rei Tirano o quanto era horrível, lançando juntamente com os Eldunarís um feitiço sem palavras do qual Galbatorix não se consegue defender e que o deixa angustiado. Enquanto isso, Arya usa a Dauthdaert para matar Shruikan, e Murtagh mudara com o tempo o seu nome verdadeiro, porque gostava de Nasuada, e ajuda Eragon a matar o rei. Depois, decide que não seria bom para Nasuada que ele ficasse, e apesar de ela chorar, deixa-o ir. Ele parte, para norte e para bem longe. Nasuada é nomeada a grande rainha e Eragon ajuda durante meses a restabelecer a paz em Alagaësia, visitando o túmulo de Brom, o seu pai, e Arya (que passou esse tempo em Ellésmera) regressa e diz que é a Rainha dos Elfos e cavaleira do dragão verde, Fírnen, que acasala com Saphira. Arya e Eragon dizem também os seus verdadeiros nomes um ao outro, e torna-se óbvio que Arya gostava dele, mas ela não queria abdicar do trono e Eragon decidira criar os dragões fora de Alagaësia, e decidiram que não poderiam acabar juntos. Eragon e alguns elfos iam partir, mas antes disso ele festeja em Ellésmera com os elfos, Katrina, Roran e a filha Ismira, com os Anões e o rei Orrin, lá Eragon visita Sloan e lhe recupera a visão. Forja uma nova aliança dos cavaleiros, à qual uniu não só elfos e humanos, mas também anões e urgals. Não perderá o contacto com Alagaësia graças à magia, mas nunca mais vai voltar. Arya segue com ele, olha-o nos olhos e vai-se embora sem olhar para trás. Eragon chora, mas ele e Saphira não estavam sozinhos. E segue caminho, rumo a terras sombrias.

### Livro 4.5: O Garfo, a Bruxa e o Dragão
O Garfo, a Bruxa e o Dragão foi lançado em 31 de dezembro de 2018 nos Estados Unidos.
O livro possui três contos, introduzidos ao longo da narrativa de Eragon em sua nova função após um ano da sua saída de Alagaësia. Agora ele inicia o processo de treinamento de novos Cavaleiros de Dragão, com muitos afazeres administrativos, além de cuidar dos ovos de dragão e dos Eldunarí. Fadigado com suas tarefas, Eragon vai ao encontro dos Eldunarí, que o encorajam a descansar mostrando visões de Alagaësia naquela momento. Essa visão dá início ao primeiro conto, "O Garfo", narrado por uma menina, filha de um taverneiro, que está passando algumas dificuldades com seus amigos. Quando ela volta para casa depois de empurrar um amigo em uma festa, ela encontra um aventureiro, que neste conto não é nomeado. Depois temos o conto "A Bruxa", que começa com a visita de Angela e Elva, a menina amaldiçoada. Angela deixa alguns relatos com Eragon sobre sua vida e seu mestre, o que explica alguns dos seus poderes e sua passagem em outro livro do autor, "Dormir em um mar de estrelas". Por último, o conto "O Dragão" narra a história de uma Urgal em busca de vingança pela morte de seu pai, assassinado por um dragão selvagem.

### Livro Cinco: Murtagh
Murtagh foi lançado em 7 de novembro de 2023 nos Estados Unidos.
Murtagh se passa um ano após os acontecimentos de Herança e do livro "O Garfo, a Bruxa e o Dragão". Diferentemente dos livros anteriores, a narrativa é conduzida por Murtagh. Embora exilados, ele e seu dragão, Thorn, continuam a vigiar possíveis ameaças em Alagaësia. Durante suas buscas, Murtagh encontra pessoas portando um símbolo de corvo, capaz de anular magia, criado por uma bruxa chamada Bachel, capaz de usar magia sem palavras. Após obter informações sobre o paradeiro dela, Murtagh e Thorn partem para encontrá-la. No entanto, ao chegarem, não conseguem determinar se Bachel é benigna ou malévola, apenas que ela possui um imenso poder.

## Personagens principais
- Eragon - Tinha 15 anos no primeiro livro e o nome do primeiro Cavaleiro, foi abandonado pela sua mãe Selena que está aparentemente morta. Esta abandonou-o à nascença em Carvahall, Garrow (seu tio), Marian e Roran (tia e primo de Eragon). Eragon era um simples caçador até que um dia encontrou uma pedra azul polida na Espinha. Esta pedra é um ovo de dragão azul, Saphira, o seu dragão. Junta-se aos Varden no fim do primeiro livro e é o símbolo da oposição a Galbatorix. Meio-irmão de Murtagh, seu amigo e inimigo. Em Eldest julga que o seu pai é Morzan, mas afinal é Brom, e ganha em Brisingr uma espada com esse nome. Tem cabelo e olhos castanhos, faz muitas perguntas, tem momentos em que é inocente para o seu papel, nem é muito frio nem muito dramático. É loucamente corajoso e tem tendência a meter-se em sarilhos. Chamam-lhe Argetlam e Aniquilador de Espectros e Matador do rei. Gosta de Arya e ela dele, mas após matar Galbatorix tem de abandonar Alagaesia para tratar da nova geração de cavaleiros.
- Saphira - O dragão de Eragon e a sua outra metade, Saphira é a última fêmea de sua espécie , e havendo mais dois dragões machos e ainda um ovo por eclodir, também macho, Saphira terá de ser a mãe de toda uma raça. Tem escamas azuis, é muito bela e graciosa, apelidada de Escamas Brilhantes e Rainha dos Céus. Filha de Iormungr e Vervada, também é muito sábia e inteligente, e apesar de mais nova que Eragon, tem tendência a protegê-lo. Consegue ser ternurenta e feroz ao mesmo tempo, e também tem sentido de humor. Acasala com Fírnen, dragão de Arya.
- Brom - Em tempos passados, este simples contador de histórias de Carvahall foi um destemido Cavaleiro, que lutou contra os Renegados junto do seu dragão, matando grande parte deles. Sua dragoa Saphira morreu e Brom ajuda Eragon a fugir de Carvahall preparando-o para que se torne um verdadeiro Cavaleiro, ensinando esgrima e magia. Brom oferece-lhe também Zar'roc, a espada de Morzan, que ele roubou depois de o matar. É pai de Eragon, apesar dele não saber. Brom é um personagem inteligente, por vezes comparado a Gandalf, feiticeiro da trilogia do O senhor dos Aneis Brom roubou o ovo de Saphira e é parte dos Varden, sendo um dos fundadores do grupo rebelde. Morre no primeiro livro para que Eragon possa viver.
- Galbatorix - Galbatorix é o imperador da Alagaësia, apesar de ter sido um cavaleiro talentoso que se tornou arrogante graças ao seu poder. Numa viagem com dois amigos, foram atacados por Urgals e eles foram mortos juntamente com seu dragão, Jarnunvosk. Enlouquecido pela perda, vagueou pela Espinha à espera da morte, vivo pela esperança de que os Cavaleiros lhe concedessem outro dragão. Quando foi achado e levado ao conselho dos Cavaleiros exigiu um novo dragão, mas o pedido foi negado. Com raiva, escondeu-se na Espinha, e depois de conhecer um jovem Cavaleiro (Morzan), convenceu-o a deixar um dos portões da cidade de Dorú Areaba aberto para que entrasse escondido na cidade. Matou um jovem cavaleiro, roubando um ovo de dragão. Depois de Durza, um espectro o ajudou a dominar o novo dragão, Galbatorix, Morzan e outros doze Renegados destruíram os Cavaleiros. Depois de quase um século após a Queda dos Cavaleiros, Galbatorix ainda guardava três ovos de dragões. Galbatorix tenta convencer Eragon a juntar-se a ele, pois o seu dragão é a única fêmea. Morto por Eragon.
- Arya - É uma elfa, ao mesmo tempo embaixadora do povo élfico entre os Varden e princesa dos elfos, única filha da Rainha Islanzadi. É bela sem comparação, com cabelos negros, olhos esmeralda e orelhas pontiagudas. É a elfo que mais participa na história, tem motivos pessoais para destruir Galbatorix, por ele ter morto os seus amigos elfos Faolin e Glenwing. Uma grande guerreira, o mistério em pessoa, consegue ser fria, esconder bem os sentimentos, é sábia, forte, disciplinada e desafiadora. No quarto livro é notório que gosta de Eragon, mas como se tornou Rainha e cavaleira de Fírnen, não pode abandonar Alagaesia com ele.
- Nasuada - Filha de Ajihad, torna-se líder dos Varden no segundo livro, após a morte deste, e tem Eragon como Vassalo. Uma líder excelente, todos os Varden gostam dela. Corajosa, perspicaz, inteligente e capaz, luta tanto quanto um guerreiro e lida bem com a políctica, apesar de jovem. Recebe novos membros de braços abertos e trata todos como iguais, pouco se sabe das suas origens. Pele e cabelos escuros, é considerada muito bela para humana.É óbvio que gosta de Murtagh, mas não terminam juntos. Torna-se rainha do Império.
- Murtagh - Filho de Morzan e Selena, é meio irmão de Eragon (por parte de mãe) e detesta o seu pai, tanto pelo que foi como pelo que fez. Tem uma cicatriz nas costas infligida por ele, e arrebatou Zar'roc, a espado do pai, a Eragon em Eldest. Já foi amigo de Eragon, mas após ser raptado e forçado a jurar lealdade a Galbatorix, tornaram-se inimigos mortais, uma vez que se tornou cavaleiro de Thorn, o dragão vermelho. Tem cabelos pretos e o olhos azuis, não sabe como é ser amado e é bastante sarcástico.Gosta de Nasuada, mas não terminam juntos, pois ele decide abandonar tudo com Thorn após a morte do rei.
- Angela - Com a sua primeira aparição em Teirm, foi baseada na irmã do escritor e tem o mesmo nome. Acompanhada de Solembum, o homem-gato, leu o futuro de Eragon e após a sua primeira entrada teatral e cómica, tem aumentando o número de aparições até ser uma protagonista. Com milhares de teorias à sua volta, é das personagens favoritas dos fãs. A bruxa herbolária diz coisas cheias de humor e que não deixam de ser bons conselhos. Não perde uma e tem muito mistério à sua volta. De cabelos escuros encaracolados, é conhecida por muita gente.
- Roran - Primo de Eragon, filho de Garrow e Marian, tudo o que ele queria era uma quinta e Katrina. Mas ter um Primo cavaleiro dificultou as coisas, pois a sua aldeia foi destruída e Katrina raptada, e pioraria se ele não convencesse os aldeões a segui-lo. Provou ser um líder inato, conduzindo-os em segurança até aos Varden, e um excelente guerreiro, tendo-se tornado soldado após resgatar Katrina com a ajuda de Eragon e casar com ela.Ele e Katrina têm uma filha, Ismira

## Ambientação

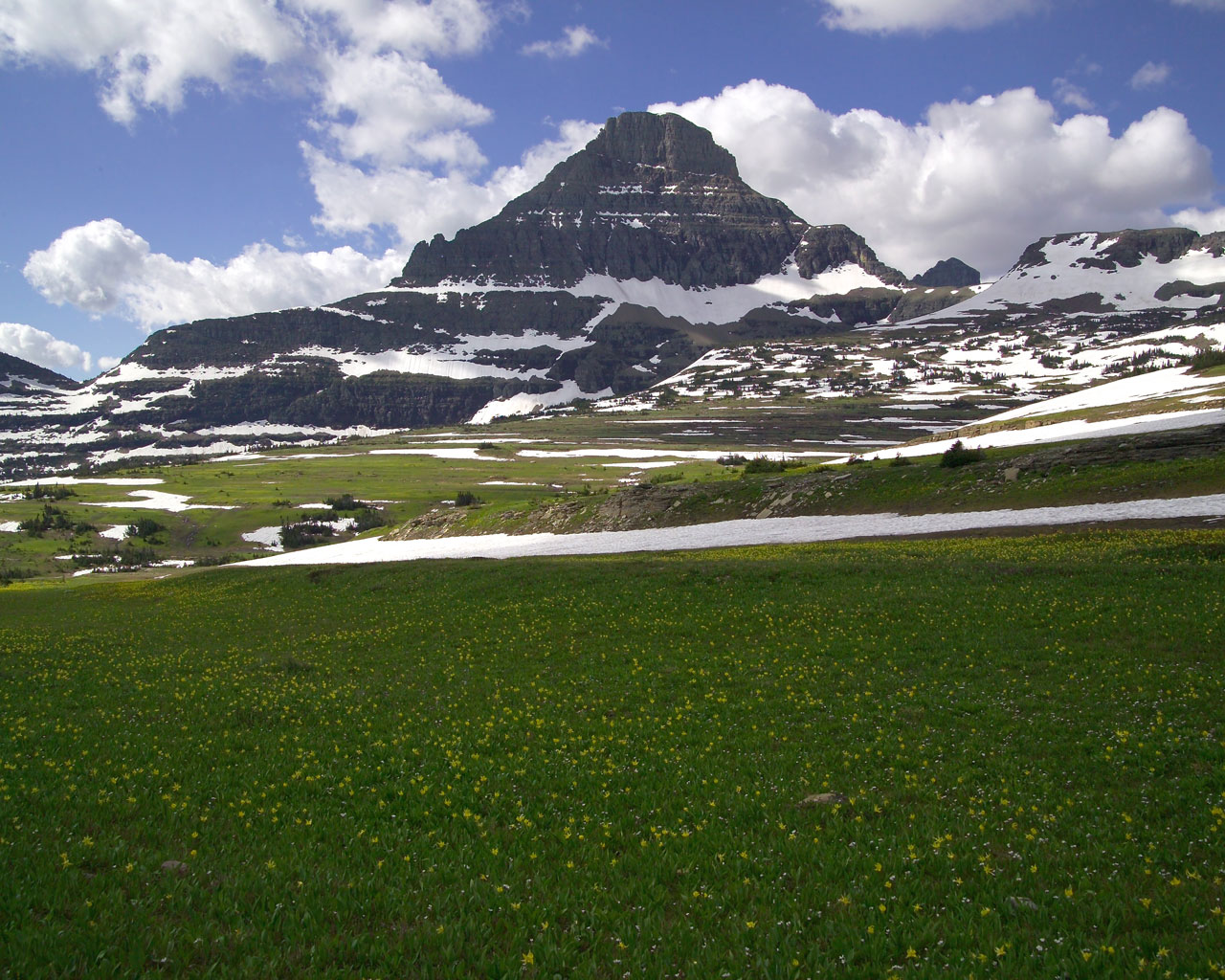
Paolini descreve as montanhas da região do vale do Rio Yellowstone, no estado americano de Montana, onde reside, como uma de suas "principais fontes de inspiração".

A história é ambientada em um continente fictício chamado Alagaësia. Nele, diversas raças humanoides coexistem, tais como elfos (isolados na floresta Du Weldenvarden), os anões (refugiados em Farthen Dûr e Tronjheim, nas Montanhas Beor), Urgals (espécie fictícia nômade, sem território definido durante os livros) e humanos espalhados por diversas cidades no território do Império e em Surda (um reduto da resistência rebelde). Os Varden são um grupo formado por humanos, elfos e anões, que luta pela queda de Galbatorix. Durante Eldest, deixam Farthen Dûr - sua morada provisória - e se juntam à Surda para obter maior apoio. Segundo o autor da série, que reside em Paradise Valey, em Nevada, EUA, suas caminhadas por florestas e montanhas vizinhas o ajudam a descrever melhor sua ideia de como seria Alagaësia.

### Língua Antiga e outros dialetos
A Língua Antiga é uma língua fictícia inventada por Christopher Paolini, presente em todos os livros da série. Segundo o que é visto na saga, as palavras nesse idioma são "verdadeiras", não se pode mentir e por isso tudo que se fala nela inevitavelmente acontece. São usadas para conjurar encantamentos e, assim como um esporte, é necessário treino visando aperfeiçoá-la. O autor disse: "Pensei bastante para criar o sistema da magia, decidindo que a vinculação mágica com a força física de uma pessoa era uma boa maneira de limitar o poder [de cada um]". A Língua Antiga foi baseada em uma já existente, enquanto as línguas utilizadas pelos anões e pelos Urgals foram criadas a partir do zero.

## Escrita e publicação

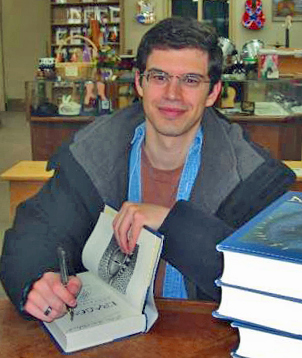
Christopher Paolini, autor da série.

A ideia da trama do Ciclo da Herança teve início bem cedo. A história de Eragon começou com os sonhos de um adolescente, quando o autor ainda tinha 15 anos. Christopher Paolini era muito jovem quando fez um rascunho da história que pretendia escrever, mas quando o leu, ele viu o quão pobre o mesmo se encontrava. A história estava lá, no entanto, ele demorou mais um ano para rever o livro e dar aos seus pais para o lerem. Eles ficaram encantados e decidiram ajudá-lo publicando-o na companhia editorial da família. Um terceiro ano foi passado com novas edições, desenhado a capa e criando materiais de marketing. Durante este tempo, Christopher desenhou o mapa para Eragon, assim como o conhecido olho de dragão que aparece na edição normal, vendida nas livrarias. Em 2001, finalmente o livro foi lançado.

"Quando eu finalmente mergulhei no Livro Três, logo ficou evidente que o restante da história era demasiado grande para caber num único volume".

Christopher Paolini, justificando a expansão da série ao The New York Times
No verão de 2002, o autor Carl Hiaasen, cujo enteado leu um exemplar do livro auto-publicado enquanto passava férias em Montana, levou o romance ao conhecimento de seu editor, Alfred A. Knopf, que faz parte da Random House. Christopher e sua família foram contatados e perguntados se poderiam estar interessados em ter Knopf como editor de Eragon. A resposta foi sim, e, depois de outra rodada de edição, Knopf publicou Eragon em agosto de 2003. Para a edição de Knopf de Eragon, escolheram John Jude Palencar para desenhar a capa, assim como para as capas de todos os demais livros da série.
Após o sucesso de Eragon, seguiram-se os livros Eldest (2005) e Brisingr (2008). Em 30 de outubro de 2007, pouco antes do lançamento do Livro Três, um comunicado foi dado, revelando que a Trilogia da Herança agora teria quatro romances, resultando na renomeação da série para Ciclo da Herança. À época, em um comunicado, a editora norte-americana não citou a data de lançamento ou o nome da obra.
O autor passou três anos escrevendo o último romance, declarando posteriormente ao The Wall Street Journal que, durante todo o processo, ele estava "constantemente consciente das expectativas dos leitores e de sua responsabilidade em fazer um trabalho tão bom quanto o possível com a história". Em 23 de março de 2011, quando divulgou a capa e o título da obra, Paolini disse: "As grandes questões perguntadas por fãs ao redor do mundo finalmente serão respondidas neste último volume. [...] Tudo será revelado!". O romance que encerra a saga, intitulado Herança, foi lançado em 8 de novembro de 2011 nos Estados Unidos, quase dez anos depois do primeiro. Em seu primeiro dia de vendas o livro comercializou cerca de 489 500 cópias, entre os formatos impresso, digital e audiolivro, se tornando a maior venda para um primeiro dia em 2011 de qualquer ficção ou não-ficção, título para adultos ou crianças, publicado naquele ano nos Estados Unidos e Canadá. Apesar de a série ser lida por pessoas de todas as idades, a editora norte-americana recomenda que, por seu conteúdo mais maduro que os volumes anteriores, Herança seja dado a crianças a partir dos 12 anos.
Ao todo, a série comercializou 25 milhões de cópias e foi traduzida para 41 idiomas. Todos os volumes apresentam mapas no seu interior, bem como um extenso glossário da língua antiga.

## Outros livros

### O Guia da Alagaësia de Eragon
Este é um guia detalhado com todas as informações sobre a série. Foi lançado em inglês em Novembro de 2009, sendo lançado no Brasil em Outubro de 2010 pela Editora Rocco. O livro é cheio de panfletos desdobráveis, mapas, diagramas, cartas e termina como um pedaço de pele de dragão simulada. Além disso, o autor disse que se pode esperar desse guia as representações visuais das Montanhas Beor, Tronjheim em Farthen Dûr, edifícios dos elfos em Ellesméra, dos Urgals, dos anões, de Galbatorix, e glifos do Liduen Kvaedhí (o sistema de escrita dos elfos).

### The Inheritance Almanac:  An A-to-Z Guide to the World of Eragon
Este almanaque, escrito por Mike Macauley, é uma espécie de guia enciclopédico. Lançada pela Random House em 26 de outubro de 2010 e tendo permissão do autor original do Ciclo da Herança, a obra oferece fatos pouco conhecidos pela maioria dos leitores, recolhidos a partir de dezenas de entrevistas com Christopher Paolini. A capa apresenta Shruikan - o dragão negro de Galbatorix -, que não aparece em nenhuma das capas dos livros oficias da série.

## Críticas e recepção
As críticas à série se devem basicamente às semelhanças entre o Ciclo da Herança e outras sagas famosas. Entertainment Weekly afirma que o enredo da tetralogia se assemelha ao de O Senhor dos Anéis, embora a trama seja praticamente idêntica a de Star Wars. Sobre Eragon, o USA Today citou fortes ecos de Star Wars, enquanto o The New York Times disse que há falhas nas descrições e diálogos, entretanto, concluiu-se a análise observando que esta é uma autêntica obra de grande talento. Já sobre Eldest, Barnes & Noble fez uma revisão com críticas positivas, em especial pelo seu estilo, personagens e temas como amizade, perdão, a responsabilidade e a honra. Este romance foi o primeiro da série a ser indicado a um British Book Award.
Brisingr, por sua vez, foi  bastante criticado pelo Washington Post, porém no fim é estabelecido que Paolini demonstra a sua crescente maturidade como escritor e é recomendada a leitura da história. "Inheritance" foi descrito por críticos como o mais maduro dentre todos os romances, com mais passagens de violência do que o esperado; a Publishers Weekly disse: "Paolini deixa os leitores com a satisfação de terminar uma viagem, juntamente com a promessa de novos começos. É uma [aventura] imperdível para os fãs, e um final digno à história.

## Adaptações para outras mídias

### Versão cinematográfica
Em dezembro de 2006, a Fox 2000 adaptou Eragon para o cinema, num longa de mesmo nome, com o custo de 120 milhões de dólares. Ele foi protagonizado por Jeremy Irons como Brom, John Malkovich como Galbatorix, Edward Speleers retratou Eragon e Sienna Guillory interpretou Arya. O longa-metragem arrecadou cerca de 249,4 milhões de dólares em bilheteria mundialmente e, em geral, recebeu opiniões mistas ou negativas da crítica. A adaptação na verdade foi uma reconstrução da história, sendo muito diferente do livro.
Em julho de 2022, Paolini confirmou em sua página do Twitter uma nova adaptação de seus livros pela Disney+.

### Jogo
Baseada na versão cinematográfica de Eragon, a história do Cavaleir adaptada como jogo eletrônico. O jogo em terceira pessoa foi lançado para o Xbox 360, PSP, Playstation 2, Nintendo DS e Microsoft Windows, desenvolvido pela Stormfront Studios.